# Transports dans le Grand Est
Les transports dans la région Grand Est sont essentiellement basés sur la route et le chemin de fer, la région étant frontalière avec la Belgique, le Luxembourg et l'Allemagne et n'ayant pas d'accès à la mer.
La région est bien connectée par différents réseaux de transport, mais est limitée dans son développement par des discontinuités majeures

## Réseau routier

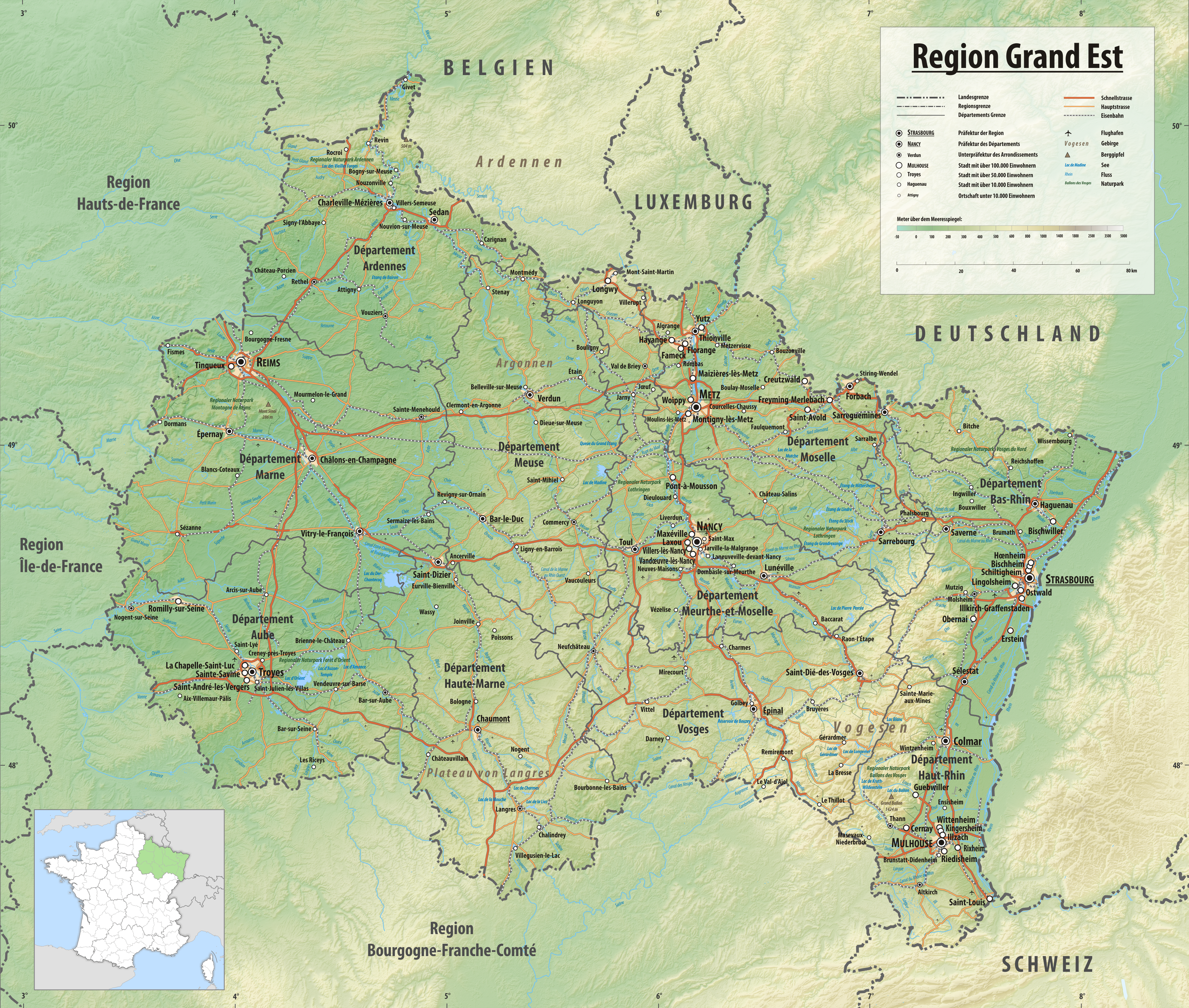
Principales routes du Grand-Est en 2018.

### Autoroutes
L'autoroute A4 relie Strasbourg à l'île de France en traversant la région Grand-Est suivant un axe est-ouest.
La région est traversée par l'autoroute A31 suivant un axe nord-sud, qui relie le nord de l'Europe à la vallée du Rhône.

### Routes nationales
La région Grand Est gère 525 km de routes nationales non concédées. Parmi les principales routes figurent la Nationale 4, la Route nationale 52 et une partie de la Nationale 44.

## Aéroports
- Aéroport de Metz-Nancy-Lorraine
- Aéroport de Strasbourg-Entzheim
- Aéroport international de Bâle-Mulhouse

## Réseau ferré

Réseau ferré en 1930
Réseau ferré en 2020

La région est traversée par la LGV Est européenne. L'activité ferroviaire est fortement subventionnée, car structurellement déficitaire.

## Réseau fluvial et canaux
- Canal de la Marne au Rhin
- Canal de jonction de Nancy

Les ports autonomes de Strasbourg et de Mulhouse basent leur activité sur le Rhin. Le port de Metz et le port de Nancy basent leur activité sur la Moselle canalisée.